# Sielkentjakke

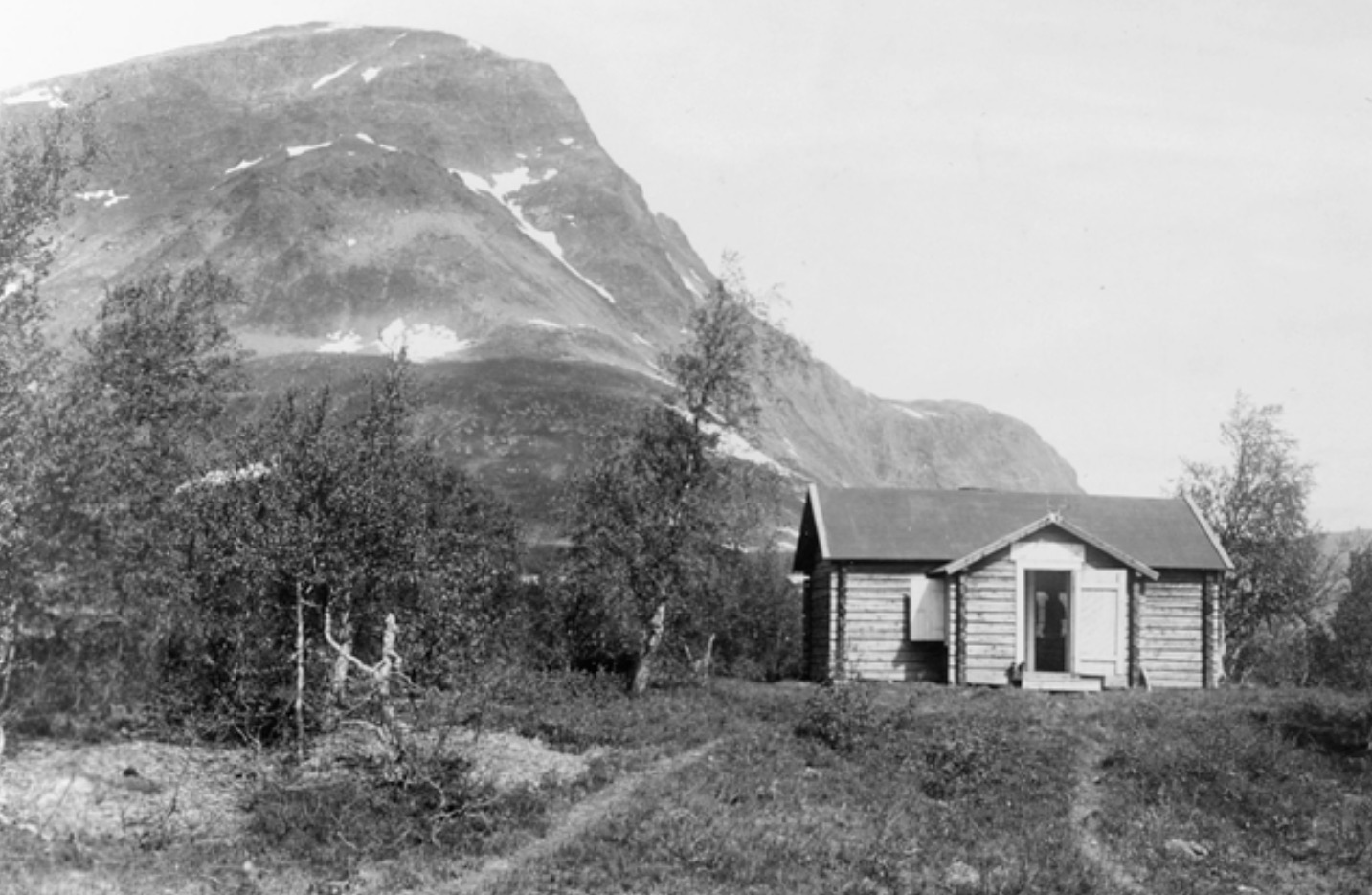
Sielkentjakkestugan med Sielkentjakke i bakgrunden - bild från 1937

Sielkentjakke (original stavning Sielkentjahke, enligt tidigare ortografi Silkentjakke eller Silkentjakk) är ett fjäll i Strömsunds kommun i Jämtland. Det är med sina 1315 meter över havet kommunens högsta fjälltopp. Sielkentjakke ligger i Frostvikentrakten i kommunens norra del.

## Geografi
Sielkentjakke ligger i väglöst land, med ett flertal vandrings- och snöskoterleder som korsar området. Fjället omgivs av ett flertal sjöar, såsom Friningen, Saljaren, Rödfjällstjärnarna och Sipmesjaure. Längsmed fjällets norra och södra sidor, mot angränsande sjöar och dalgångar, finns gles fjällskog och ett flertal bäckar. 

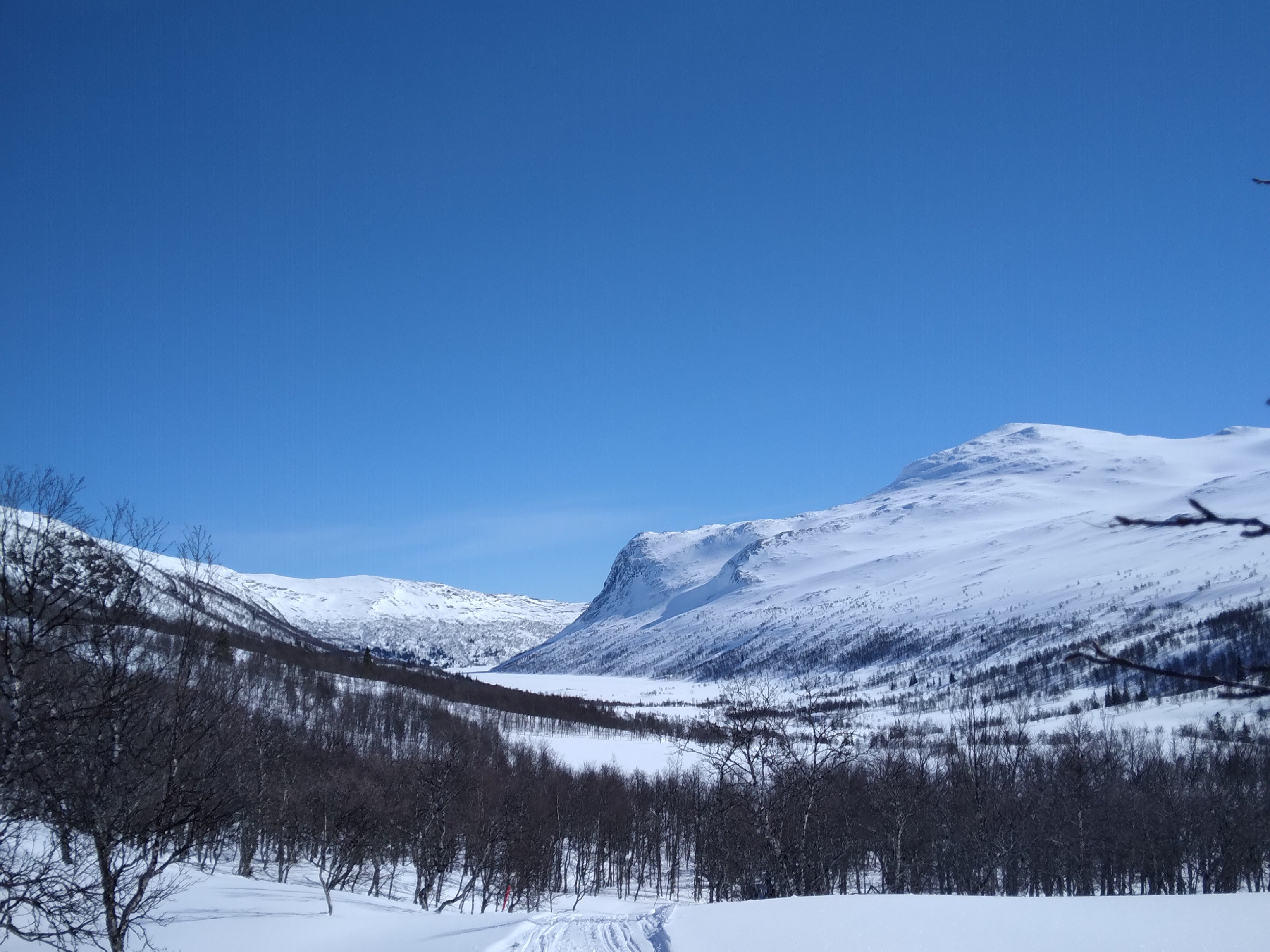
Sielkentjakke med Friningen i mitten

Sielkentjakkes västra "fot" består av en sett till omgivningen låglänt bergsrygg med ett antal mindre toppar. Längre österut blir fjället brantare och högre. Själva fjället har tre toppar, vilka är belägna på 1315, 1195 respektive 1131 meters höjd över havet. Den västra toppen på 1131 m ö.h. reser sig 430 meter över Sipmesjaure och liknar västerifrån en trubbig pyramid. Mellan huvudtoppen och den tidigare nämnda toppen ligger ett flertal mindre toppar som alla har en höjd över 1100 meter. Sielkentjakkes näst högsta topp ligger alldeles sydost om huvudtoppen –1195 meter över havet.     
I öster stupar fjället mycket brant ner mot sjön Friningen som ligger 731 meter lägre. Den branta bergväggen är mellan 1,3 och 1,5 km bred och varierar i höjd. Den är som lägst cirka 120 meter och som högst drygt 400 meter. Nedanför toppen som är 1195 meter finns en brant (men inte lika brant som stupet i öster) sluttning i sydost som har en höjdskillnad på drygt 530 meter över ett bergspass som ligger mellan Sielkentjakke och Mammohke. Detta bergspass ligger nära Sipmesjaures östra ände och lite mer än 1,5 km från Sielkentjakkestugan.   
Från toppen finns vid utsikt över Frostviksfjällen. I sydväst syns den utsträckta bergryggen med Mellanskogsfjället (1270 m ö.h.) och Noerhte Snjaptja (1130 m ö.h.) och framför detta sjön Sipmesjaure. I söder syns Jalketjahke (1131 m ö.h.) och Väjroetjahke (1084 m ö.h.) och i sydväst dalgången mellan Sielkentjakke och Härbergsdalen samt Aerhtsege (1128 m ö.h.). I nordost, norr och nordväst finns Uredakke (högsta topp Sjeltietjahke, 1094 m ö.h.) i förgrunden. Bortom detta syns fjäll som Buarkantjakke (1235 m) Goengere (1153 m), Jengejehtseme (1477 m), Kruanahke (1426 m), Autjoklimpen (1240 m), Stekenjokkmassivet (högsta topp i Sverige Movretjahke, 1206 m – högsta topp i Norge Sipmeke, 1423 m) och möjligen delar av Marsfjällen bakom Jengejehtseme och Kruanahke. Långt västerut, bortom Lill-Blåsjön, syns exempelvis Brakkfjället (1032 m ö.h.) och Jomafjellet (1150 m ö.h.) i Norge. Även Fiskåfjället (1193 m ö.h.) syns i sydsydost längre bort.   

## Fjällets betydelse för samer
Sielkentjakke ingår i Ohredahke sameby som är en sameby som sträcker sig från Ullersjön och Rödfjället i nordväst till Stor-Sjouten och Lill-Dabbsjön i sydost respektive öst. Fjällets västliga delar fungerar som renbetesområde. Sielken är ett sameviste cirka 7 km från Sielkentjakkes topp. Vistet ligger alldeles väster om Sipmesjaure och där finns kåtor, bostäder samt ett rengärde.

## Turism och vandring i närheten
Turismen i Frostviken är rätt hög, ofta med utländska turister. Det är av många vandringsentusiaster ett uppskattat mål.  

### Vandring och skoteråkning
Det finns flera vandrings– och skoterleder området. Lederna går genom djupa skogar och höga och vida fjäll. På vintern är de flesta av dessa leder tillåtna även för snöskotrar. Sielkentjakke ligger inom ett område där man med terrängfordon måste följa leden (man får avvika som mest 50 meter från den markerade leden). Här följer en lista över skotertillåtna samt icke-skotertillåtna leder nära Sielkentjakke:  
Skotertillåtna leder
- Ankarede–Sielkentjakkestugan (via Sielken)
- Ankarede–Sielkentjakkestugan (via Ullersjön)
- Tangen–Sielken–Sielkentjakkestugan
- Sielkentjakkestugan–Härbergsdalen

Icke-skotertillåtna leder (vandringsleder)
- Ankarede–Väktarmon (via Sielken)
- Ankarede–Sielken
- Sielken–Blomhöjden

Mellan 1 juli och 24 juli är det förbjudet att överhuvudtaget vistas i området, eftersom samerna utför kalvmärkning.  

### Vandring uppför Sielkentjakke
När det gäller vandring uppför själva fjället, så kan man välja mellan två alternativ: 

#### Vandring från Sippmikks kraftstation
Man tar sig till startpunkten via Blåsjöfallet, några kilometer söder om Jormvattnet, och därifrån upp mot Sippmikks kraftstation, 16 km. Sista kilometerna kan vägen på flera ställen vara sönderregnad. Väl framme vid dammen kan man bevittna Sielkentjakke som ståtligt reser sig över omgivningen. Man kan antingen cykla eller vandra längs stigen mot Sielken, en sträcka på cirka 7 km. Här kan man övernatta för att nästa dag bestiga toppen. Det är rekommenderat att gå mellan de två mindre topparna på 1122 respektive 1195 meter över havet.   

#### Vandring från Ankarede
Om man väljer att starta från Ankarede åker man ifrån Stora Blåsjön mot Ankarede kapell, 9 km. Där går man över de två broarna över Ankarälven och Lejarälven och fortsätter sedan upp mot Rödfjället, och därefter Sielken. Till en början är leden mestadels spångad. Man tar samma väg upp på toppen som man tar när man startar från Sippmikk. 
Oavsett vilken väg som väljs så bör stupet på den östra/sydöstra delen av fjället undvikas.  

## Galleri

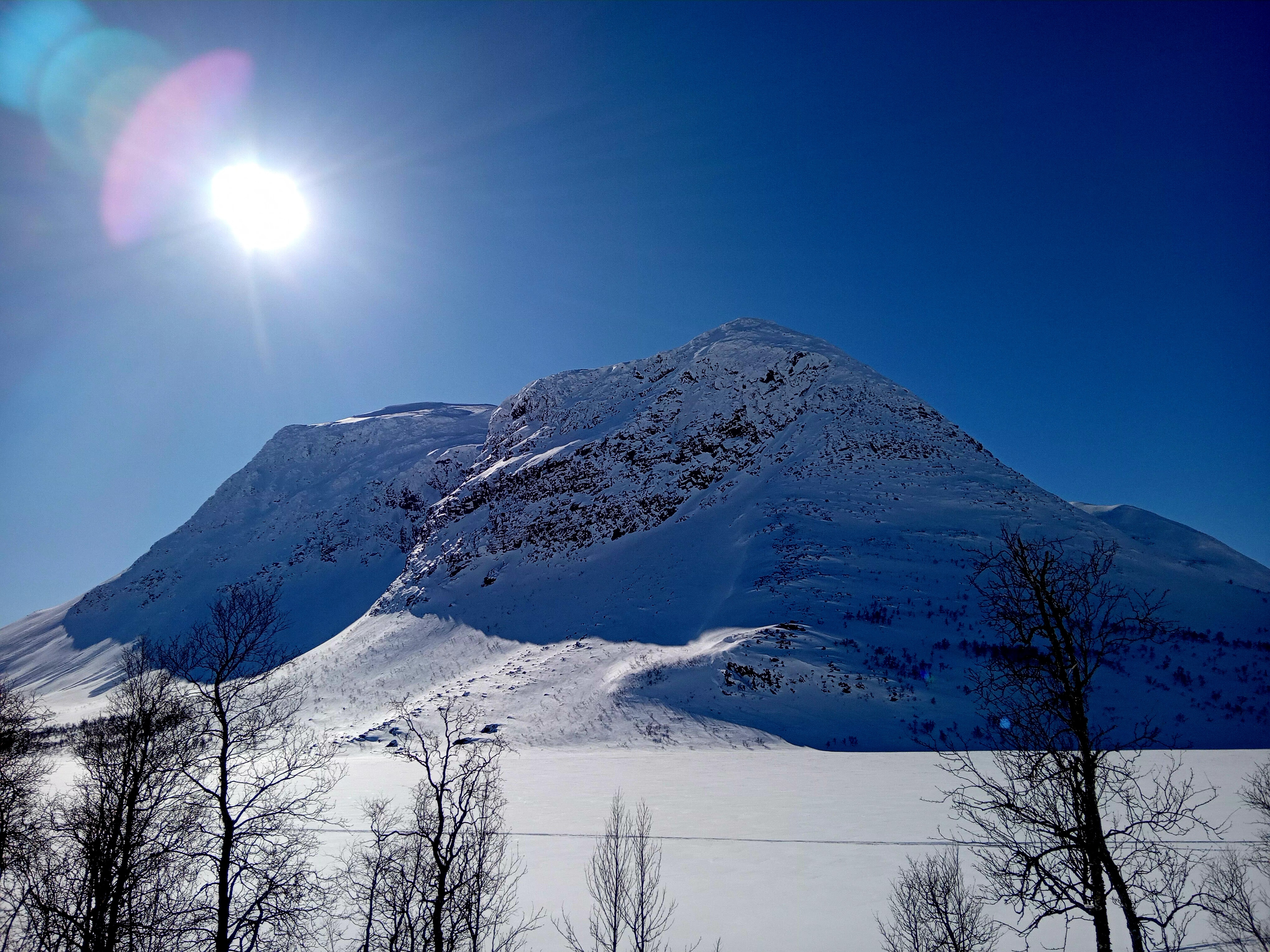
Sielkentjakke från Friningen.

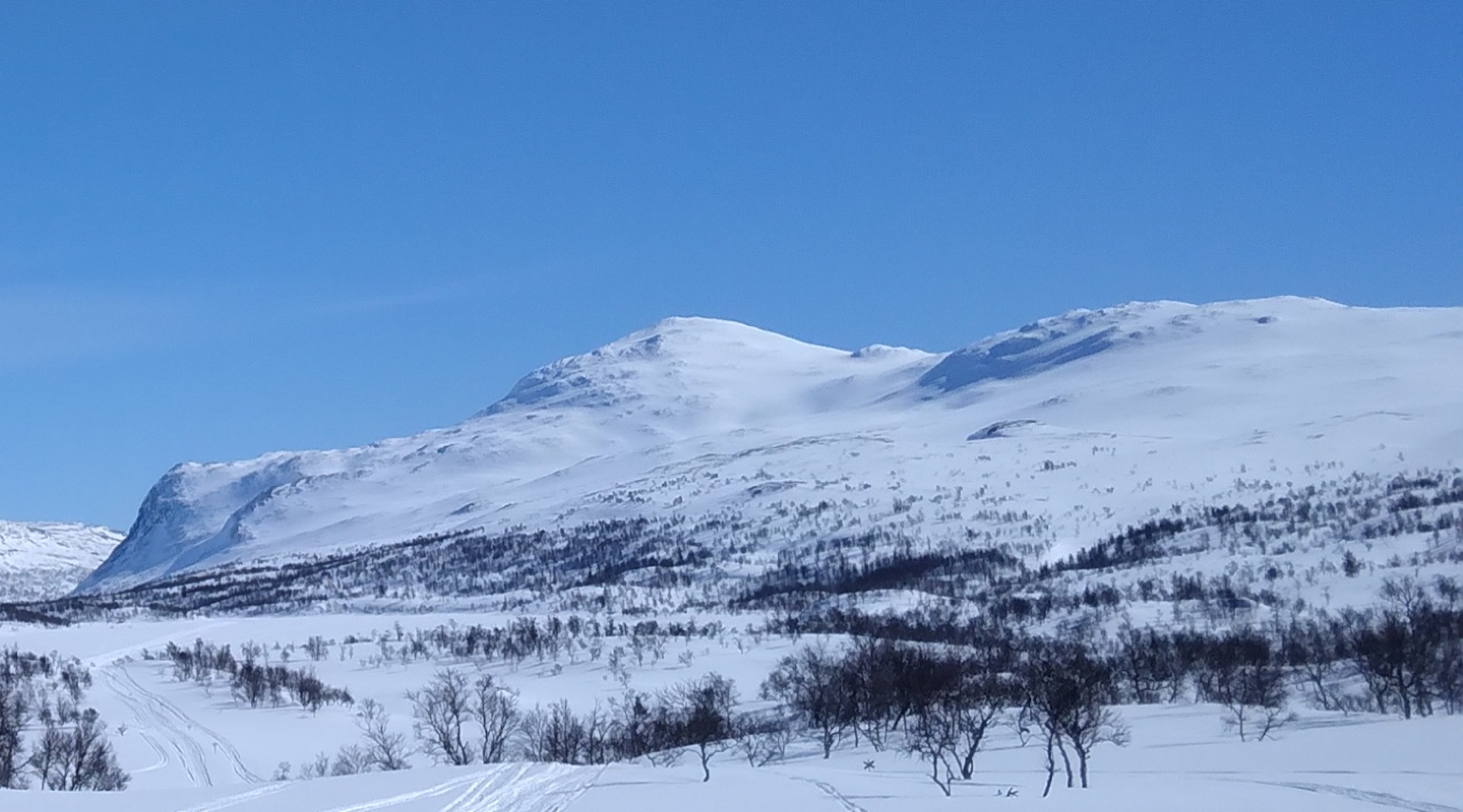
Sielkentjahke sett från Saljaren

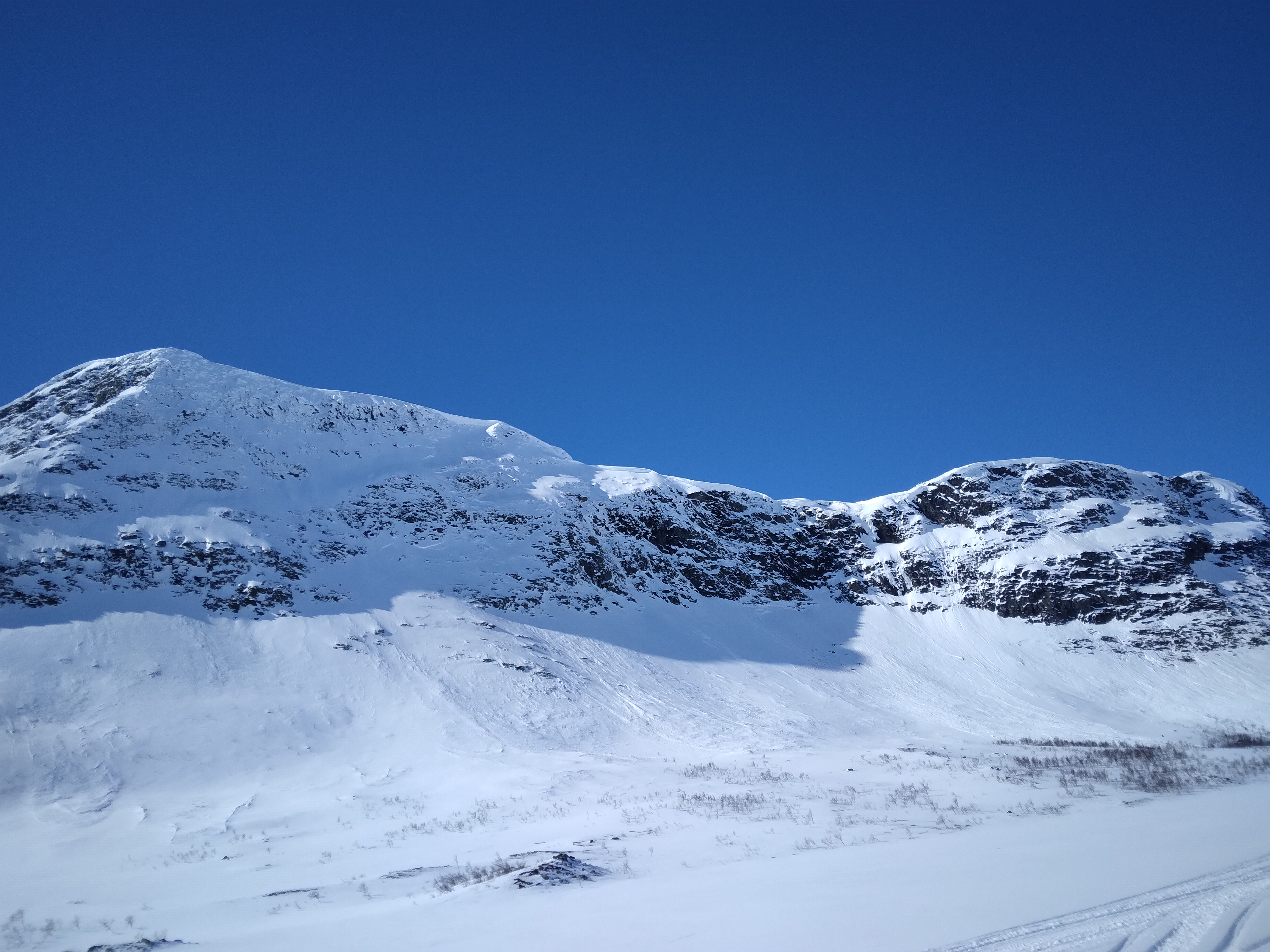
Sielkentjakkes branta östsida sedd från Friningen

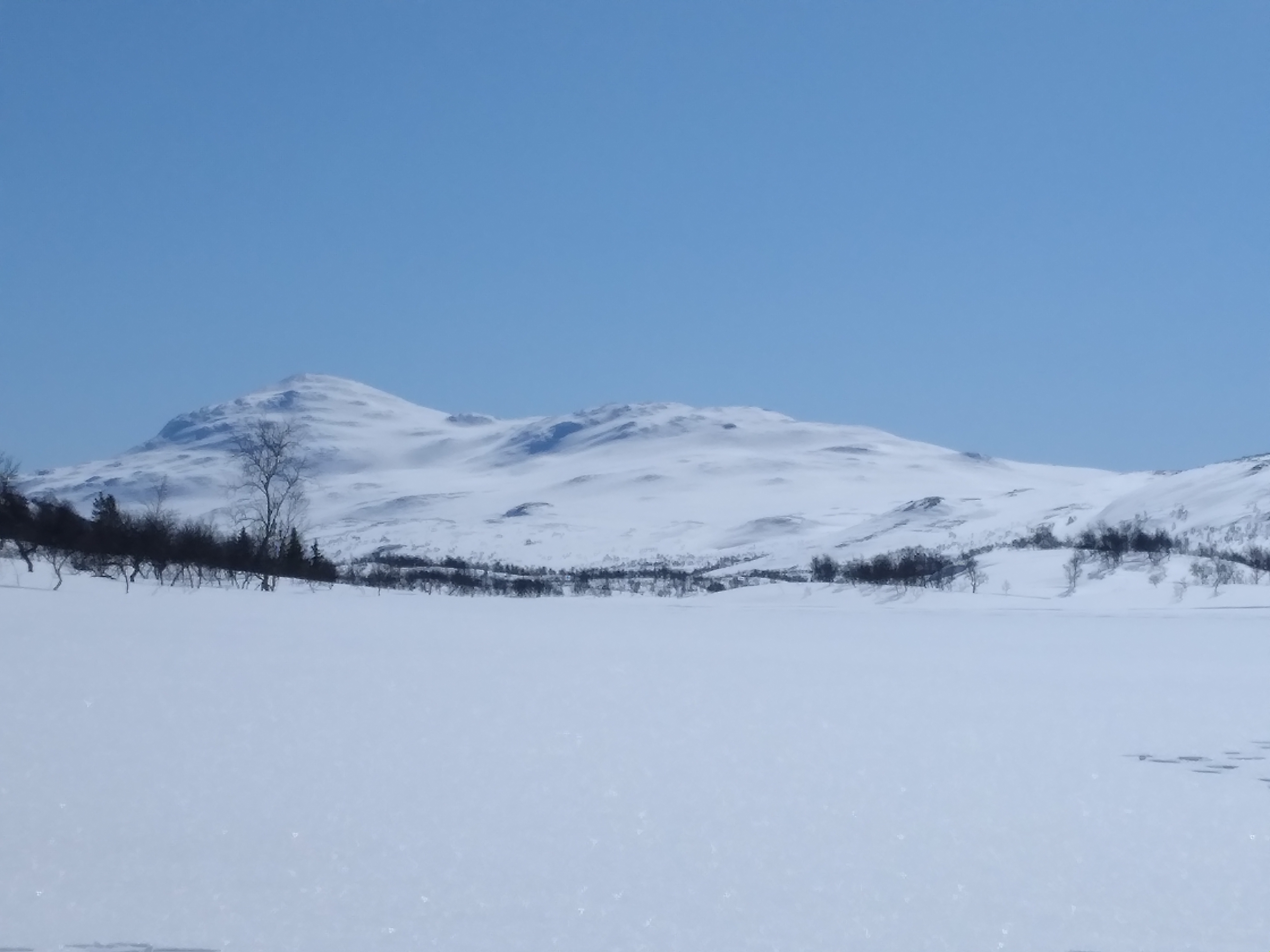
Sielkentjakke sett från Ullersjön

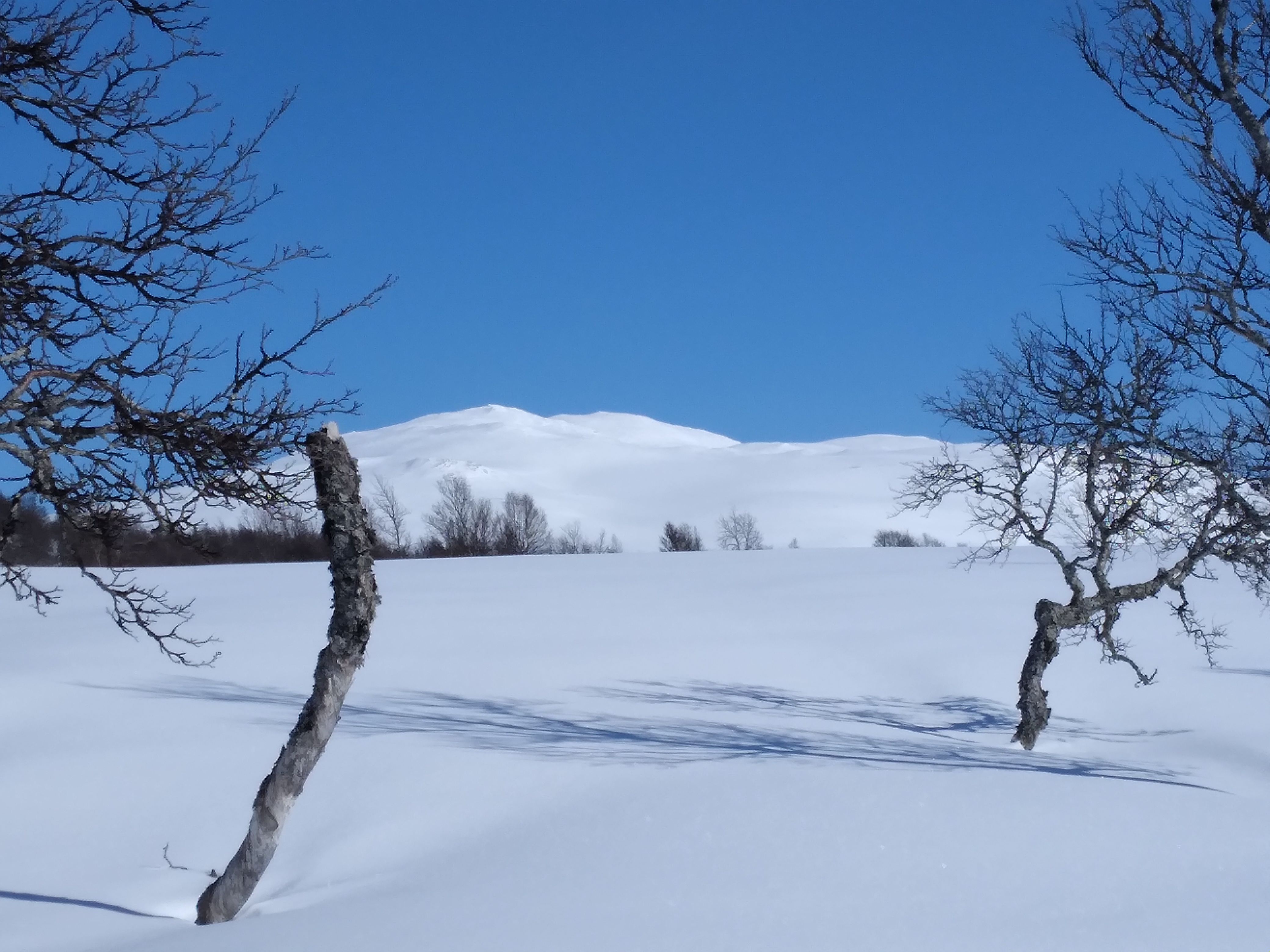
Sielkentjakke sett från Sielken. Till vänster ligger den 1131 meter höga toppen och i bakgrunden skymtar man huvudtoppen, 1315 m ö.h..

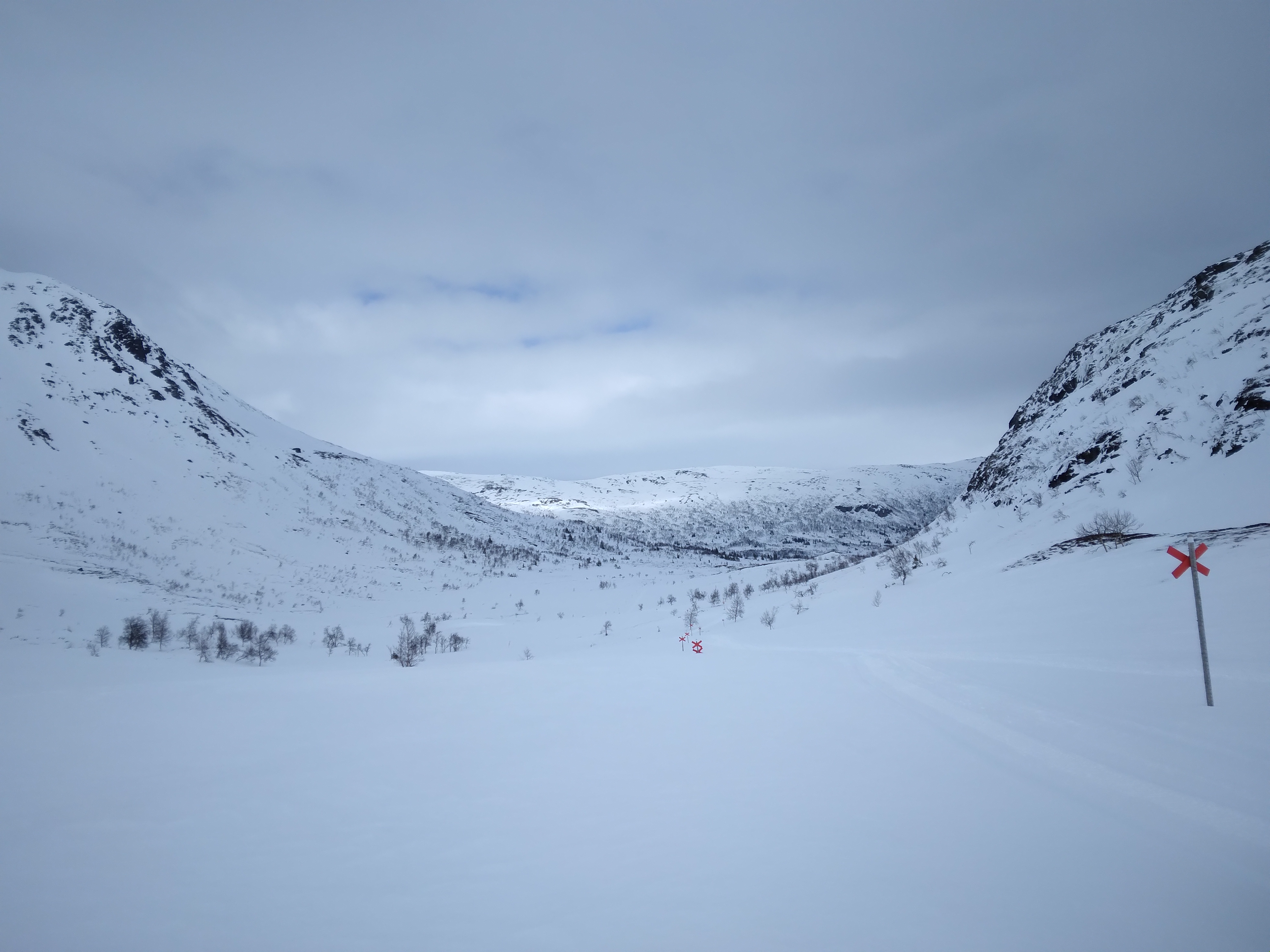
Bergspasset mellan Sielkentjakke och Mammohke